# Arnoglossus imperialis
Arnoglossus imperialis is een straalvinnige vis uit de familie van botachtigen (Bothidae), orde platvissen (Pleuronectiformes), die voorkomt in het noordoosten, oosten en zuidoosten van de Atlantische Oceaan en in het westen van de Middellandse Zee.

## Beschrijving
Arnoglossus imperialis kan een maximale lengte bereiken van 25 centimeter. Zowel van de zijkant als van de bovenkant gezien heeft het lichaam van de vis een gedrongen vorm. De kop is min of meer recht. De ogen zijn normaal van vorm en zijn symmetrisch. De mond zit aan de bovenkant van de kop.
De vis heeft één rugvin met 95-106 vinstralen (geen stekels) en één aarsvin met 74-82 vinstralen.

## Leefwijze
Arnoglossus imperialis is een zoutwatervis die voorkomt in subtropische wateren. De soort is voornamelijk te vinden in zeeën, zachtstromend water en wateren met een zachte ondergrond op een diepte van 20 tot 350 meter.
Het dieet van de vis bestaat hoofdzakelijk uit macrofauna en vis.

## Relatie tot de mens
Arnoglossus imperialis is voor de visserij van aanzienlijk commercieel belang. De soort staat niet op de Rode Lijst van de IUCN.